# Цебр
Цебр (староцерк.-слов. цебръ — «цебро») — одиниця об'єму, згадується в Іпатіївському літописі за 1294 рік в князівській грамоті про покарання берестіан, на яких було накладено «5 цебрів жита, 5 цебрів вівса» зі ста. У словнику Памво Беринди цебр визнається за відро, польський цебр дорівнює 26-30 квартам.